# Creech St Michael
Creech St Michael è un villaggio con status di parrocchia civile nel Taunton Deane, in Inghilterra.